# 叶斑球蛛
叶斑球蛛（学名：Theridion latifolium）为姬蜘科球蛛属的动物，俗名阔叶球蛛。分布于日本、韩国以及中国大陆的辽宁、山东、湖北等地，多见于杉树的针叶基部。该物种的模式产地在日本。